# Пейган-метал
Пейган-метал или языческий метал (англ. pagan metal — языческий метал) — направление в экстремальном метале, основной темой в котором являются различные элементы язычества (неоязычества).

## Характеристика
В пейган-метале ключевыми особенностями являются отражение как в музыке, так и в словах, истории и народного творчества, совмещенные со стилем метала. Так, вместе с традиционными для метала музыкальными инструментами могут использоваться народные инструменты. Песни обычно передают антихристианские настроения через темы угнетения язычников и прославления языческого прошлого. Музыка пейган-метала берет истоки из блэк-метала, поэтому имеет с ним много общего, но при этом не затрагивает темы, приписываемые блэк-металу, такие как сатанизм или неонацизм.

## История
Норвежскую группу In the Woods... рассматривают как одну из первых пейган-метал-групп. Журнал Metal Hammer указывает, что песня «To Enter Pagan» с демозаписи Dark Romanticism (1993) группы Primordial способствовала становлению жанра.
Язычество в тяжёлой музыке применялось ещё в 1970-х и 1980-х такими группами, как Led Zeppelin и Manowar, однако большинство пейган-метал-групп ссылаются на влияние более поздних Bathory, Enslaved, Amorphis и Skyclad. Причём первые два известны как представители викинг-метала, а вторые — фолк-метала.
Фолк-метал с самого начала был связан с язычеством, когда Мартин Уолкиер покинул свою прежнюю группу Sabbat, чтобы сформировать Skyclad, в частности, потому что группа «не хотела все дальше углубляться в язычество». Лирика Skyclad была связана с язычеством. Для Ville Sorvali из Moonsorrow, ярлык «пейган-метал» является предпочтительным, «потому что он выражает идеологию, но не говорит ничего о самой музыке». Другими группами, предпочитающими термин «пейган-метал», являются Cruachan, Eluveitie, Obtest и Skyforger.

## Направления

### Славянский
Непосредственное влияние на становление пейган-метал-сцены в России оказал главным образом блэк-метал. Большинство исполнителей приходило к славянскому неоязычеству по пути противопоставления своего творчества христианской религии. Именно так начинали российские блэк-метал-коллективы Satarial, Thy Repentance и Pagan Altar (позднее под названием Воронграй). Блэк-метал с элементами славянского неоязычества присутствует также в творчестве польских групп Graveland, Veles, Behemoth (ранний период) и Kohort. Группа Gods Tower из Беларуси пошла несколько иным путём, записав демо The Eerie (1993) и альбом The Turns (1996), основанные на дум-метале, народной музыке и славянской мифологии.
Во второй половине 1990-х в России появилось множество групп, сочетавших в своём творчестве фолк-метал и славянскую мифологию: Alkonost, Северные Врата, Sunchariot, Butterfly Temple, Сварга, Ashen Light. Часть из них представляла собой бескомпромиссный блэк-метал: Темнозорь, Dreaming Soul (позднее под названием РарогЪ), Род, Врата Тьмы, Darkwood (позднее под названием Вечночернь), Хвангур. В Белоруссии появились Apraxia, Дрыгва, Oyhra, Karachun, Sturm, Znich, Gateward, Alatyr. На Украине — Nokturnal Mortum, Изречия, Munruthel, Great Horn, Knell, Forgotten Spirit, Anthropolatri
Интерес к славянскому пейган-металу не снижается и в 2000-х. Группы Pagan Reign (позднее под названием Твердь), Аркона, Изморозь, Arcane Grail (Grailight), Khors, Невидь, Путь Солнца, Калевала, Дружина, Skvara относятся уже к новой волне групп.

### Балтийский
Начало становления литовской блэк/пейган-метал-сцены относится к 1993 году, когда свою деятельность начали группы Poccolus и Nahash. Примерно в то же время (с разницей в несколько месяцев) о себе заявили коллективы Anubi и Obtest. Чуть позже образовались группы Dissimulation, Meressin и Ha Lela.

### Индийский
На становление индийского пэйган-метал огромное влияние оказала сингапурская группа Rudra, черпавшая идеи из традиционной индийской музыки и священных ведических писаний индуизма. Свой стиль группа описывает как «ведический метал».